# Picocassette

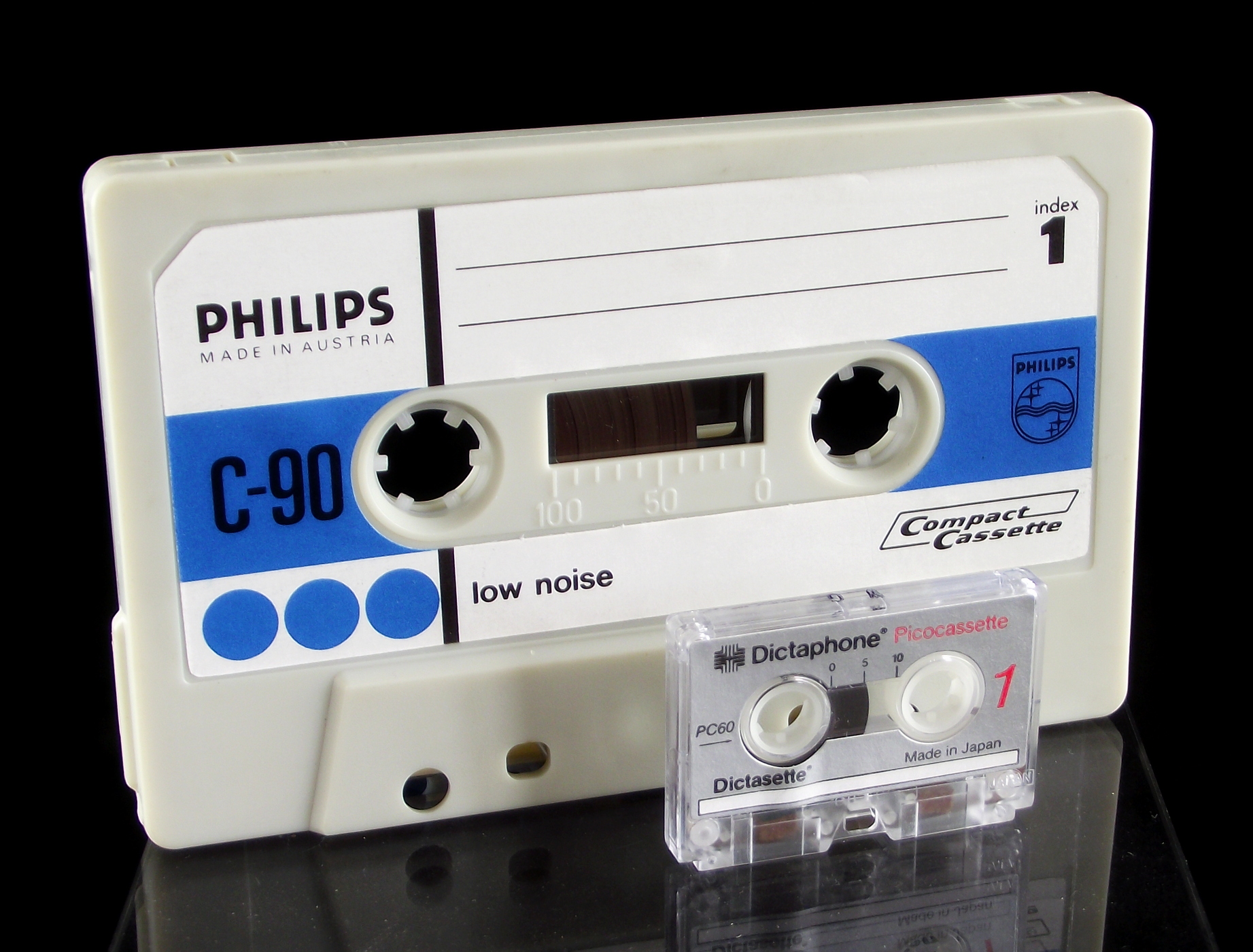
Comparació d'un casset amb un Picocasset.

El picocassette és un mitjà d'emmagatzematge d'àudio introduït per Dictaphone en col·laboració amb JVC el 1985. És aproximadament la meitat de la mida de l'anterior microcassette (en superfície) i estava pensat per a dispositius de dictat altament portàtils. Amb una velocitat de cinta de 9 mil·límetres per segon, cada casset podia suportar fins a 60 minuts de dictat, 30 minuts per costat. La relació senyal-soroll era de 35 db. La dimensió més gran del picocasset (amplada) era prop de 4,2 cm.